# Bryan Defares
Bryan Defares (Amsterdam, 14 juni 1981) is een Nederlandse basketballer.

## Clubs
Defares werd geboren in Amsterdam en hier begon hij ook zijn loopbaan. Later vertrok Defares naar de Verenigde Staten, hier speelde hij drie jaar in de NCAA voor Boise State en kwam negentig keer in actie.  In 2004 ging Defares naar Griekenland om hier achtereenvolgens voor Peristeri Athene en AO Kolossos Rodou speelde. Het jaar erop speelde hij voor het Spaanse Gijón. In het seizoen 2006-2007 ging Defares weer naar een nieuwe club, ditmaal Ase Doukas Athene. Vervolgens kwam hij bij Newcastle Eagles terecht in de hoogste Britse competitie, maar door een ernstige blessure speelde Defares niet veel. Daarna speelde hij ook nog voor Ammerud Basket uit Noorwegen, hier maakte hij in 9 wedstrijden gemiddeld 18,8 punten. Defares verliet deze club echter weer om financiële redenen. 
In het seizoen 2009-2010 keerde Defares terug naar Nederland om bij de WCAA Giants uit Bergen op Zoom te gaan spelen in de Eredivisie. In dit seizoen bereikte hij met zijn team de finale, maar verloor deze met 4-1 van de GasTerra Flames uit Groningen. De Giants gingen niet door met Defares en toen er geen nieuwe aanbiedingen binnenkwamen besloot Defares een jaar in de Verenigde Staten te gaan werken. Op 27 juni 2011 werd bekendgemaakt dat Defares alweer terug naar Nederland zou komen, dit keer om voor de GasTerra Flames te gaan spelen. Na één seizoen vertrok hij weer bij de club.

## Privé
Defares is getrouwd met de Amerikaanse Muqeeta en heeft met haar een dochter genaamd Amayah.